# Philodendron maximum
Philodendron maximum är en kallaväxtart som beskrevs av Kurt Krause. Philodendron maximum ingår i släktet Philodendron och familjen kallaväxter. Inga underarter finns listade.

## Bildgalleri

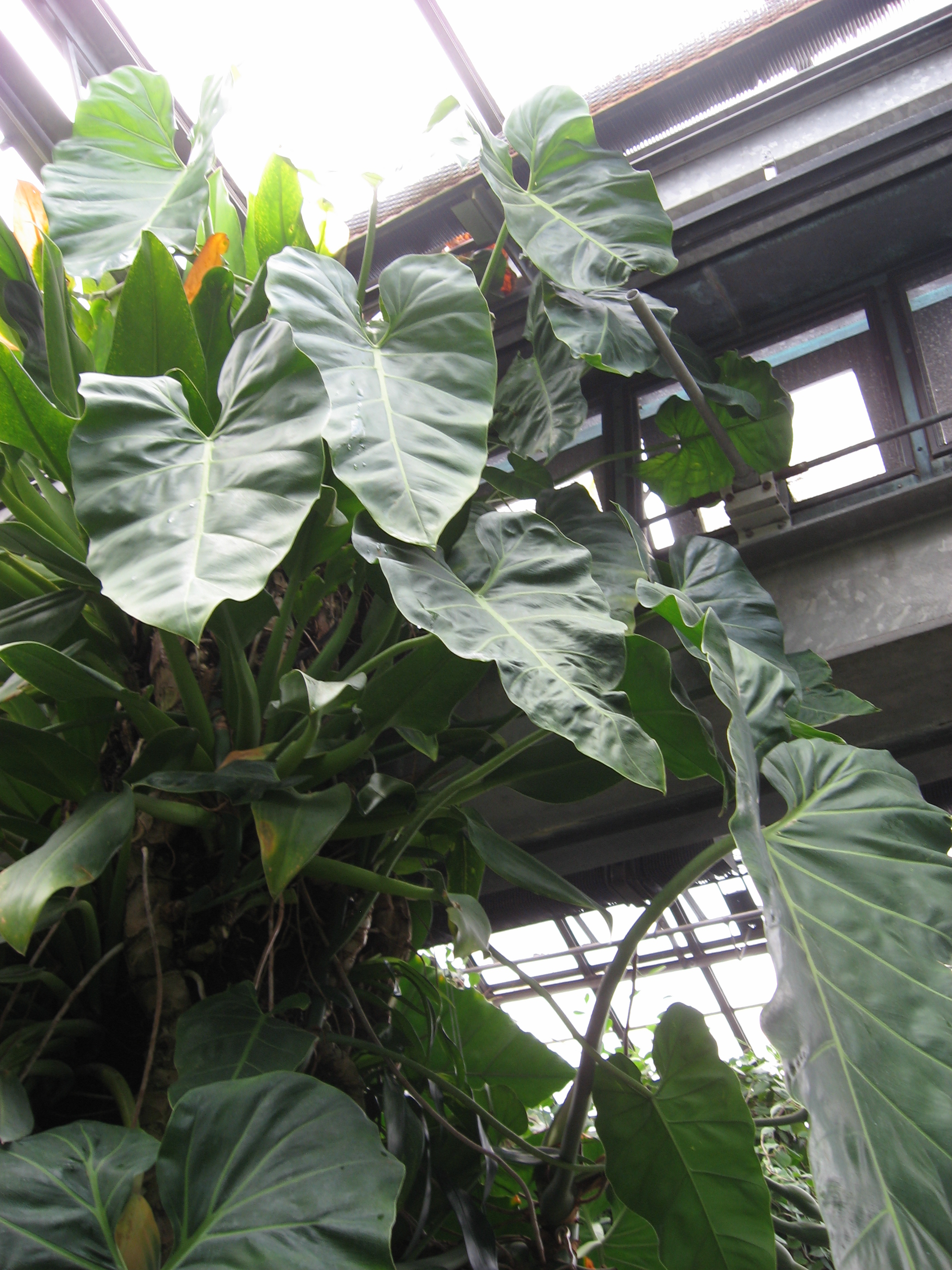